# Elisa Mele
Elisa Mele (Brescia, 24 d'agost de 1996) és una exfutbolista italiana que va jugar de migcampista a la selecció italiana sub-17, sub-19, sub-23 i a la selecció absoluta. El 2017, als 21 anys, va anunciar que deixava el futbol per anar de missionera a Moçambic i després prosseguir els estudis.
Va créixer futbolísticament a l'equip juvenil del Brescia. Va debutar a la Sèrie A el 8 de desembre de 2012. La temporada 2015-2016 va guanyar la lliga italiana, la copa d'Itàlia i la supercopa de l'any 2015 i del 2016. En acabar la temporada 2016-2017 va anunciar que es retirava per dedicar-es a l'estudi i al voluntariat.